# Europakampfbahn
Die Europakampfbahn in Magdeburg war ein Freibad. Im Juni 1934 wurde das Freibad direkt neben dem Strandbad „Stadion Neue Welt“ an der Berliner Chaussee eröffnet.

## Bauliches
Mit dem Bau wurde die „Wilhelmsbad eGmbH“ beauftragt. Bauträger war die Deutsche Arbeitsfront. An der Stelle eines Fischteichs wurde das Schwimmbecken und die Zuschauertribünen errichtet. Die Tribünen fassten bis zu 6000 Zuschauer.
Die Zuschauertribünen werden 1939 entfernt und durch kleinere, circa 3,6 Meter hohe Tribünen ersetzt, so dass 1680 Zuschauer Platz fanden.
Die Europakampfbahn wurde zeitweise zur Forellenzucht genutzt.
Am 24. Juni 2015 wurde das 111.946 Quadratmeter große Grundstück rund um das Stadion Neue Welt inkl. der Europakampfbahn an die BTEC Beratungsgesellschaft mbH Gelsenkirchen verkauft. Es soll ein Freizeit- und Veranstaltungsort entstehen.
Heute (Stand 2016) existiert das Sprungbecken nicht mehr. Das 50-Meter-Schwimmbecken ist stark verwildert.

## Sportliche Nutzung
Das 50-Meter-Schwimmbecken und der Sprungturm wurden für die Schwimmeuropameisterschaften 1934 genutzt. Ausrichter war der Magdeburger Schwimm-Club von 1896. 15.000 Zuschauer besuchten die Veranstaltung.
In den 1950er und 1960 trainierten im Sommer die Schwimmer und Wasserballer der SG Dynamo Magdeburg dort.